# Metapone bakeri
Metapone bakeri är en myrart som beskrevs av Wheeler 1916. Metapone bakeri ingår i släktet Metapone och familjen myror. Inga underarter finns listade i Catalogue of Life.